# Lovozero
Il Lovozero (russo: Ловозеро; lingua sami di Kildin: Луяввьр) o Lojjavr (Лойявр) è un lago nella parte centrale della penisola di Kola, nella Russia europea. Si trova nel territorio del distretto Lovozerskij, nell'oblast' di Murmansk. Appartiene al bacino idrografico del mare di Barents cui lo collega l'emissario Voron'ja.
Il lago è situato a est del massiccio del Lovozero (che lo divide dal lago Umbozero). Confluiscono nel lago molti piccoli affluenti, il maggiore è il fiume Kurga (lungo 81 km), emissario è il suddetto Voron'ja che scorre nella parte settentrionale. La superficie del lago è di 208,5 km², si trova a un'altitudine di 153 m s.l.m. La sua profondità raggiunge i 35 metri. Ha una costa fortemente frastagliata e ci sono diverse isole al suo interno.